# L'uomo del secolo
L'uomo del secolo è l'album di debutto dei Deasonika, pubblicato nel 2001.

## Tracce
Testi di Massimiliano Zanotti.
1. Per un istante o per sempre (musica: Marco Trentecoste, Francesco Tumminelli)
2. Cliché (musica: Francesco Tumminelli)
3. La luna (musica: Massimiliano Zanotti, Francesco Tumminelli)
4. Idea (musica: Francesco Tumminelli)
5. L'uomo del secolo (musica: Francesco Tumminelli)
6. Stai (musica: Francesco Tumminelli)
7. Quello che non c'è (musica: Marco Trentecoste, Francesco Tumminelli)
8. Cara TV (musica: Francesco Tumminelli)
9. Cenere (musica: Francesco Tumminelli)
10. Terra al sole (musica: Francesco Tumminelli, Massimiliano Zanotti)

## Formazione
- Massimiliano Zanotti - voce, chitarre
- Francesco Tumminelli - chitarre elettriche ed acustiche
- Massimo - basso elettrico
- Stefano Facchi - batterie